# Michael Baigent
Michael Baigent (Christchurch, 27 de febrero de 1948 - Brighton, 17 de junio de 2013) fue un escritor y graduado en la "Christ-Church University" de su país de origen Nueva Zelanda, se licenció en Psicología y paso un año formándose como profesor. Al mismo tiempo mantuvo un activo interés en la historia, la religión y los temas esotéricos. En 1973 se embarcó en una carrera como fotógrafo profesional que lo llevó a visitar todo el mundo, desde Laos hasta Bolivia. Llegó a Inglaterra en 1976 para trabajar en un proyecto sobre los Caballeros templarios. Poco después conoció a Richard Leigh y Henry Lincoln escribiendo juntos el libro The Holy Blood and the Holy Grail (El enigma sagrado en español), con el que alcanzarían fama internacional. En él desarrollan una teoría especulativa sobre el enigma de los Templarios y su relación con una supuesta estirpe sagrada de Jesús. El libro alcanzó gran predicamento y fama en círculos new age y sirvió de base teórica para el best-seller El código Da Vinci.

## Libros

### escritos con Richard Leigh
- The Temple and the Lodge ISBN 0-552-13596-8
- The Dead Sea Scrolls Deception ISBN 84-270-1608-5
- The Elixir and the Stone: The Tradition of Magic and Alchemy
- Secret Germany: Claus von Stauffenberg and the Mystical Crusade Against Hitler
- The Inquisition

### escritos con Richard Leigh et Henry Lincoln
- The Holy Blood and the Holy Grail, 1982, UK ISBN 0-09-968241-9, en español: El enigma sagrado
  - U.S. paperback: Holy Blood, Holy Grail, 1983, Dell. ISBN 0-440-13648-2
- The Messianic Legacy

### escrito con otros autores
- Mundane Astrology: Introduction to the Astrology of Nations and Groups (escrito con Nicholas Campion y Charles Harvey)
- In Search of the Holy Grail and the Precious Blood: A Traveler's Guide to the Sites and Legends of the Holy Grail (escrito con Ean Begg, Deike Rich, y Deike Begg)